# Ardahan (circonscription électorale)
La circonscription électorale d'Ardahan correspond à la province du même nom et envoie 2 députés à la Grande Assemblée nationale de Turquie.

## Composition
La circonscription d'Ardahan est divisée en 6 districts (ilçe). Chaque district est composé d'un chef-lieu et de municipalités (communes et villages).

## Résultats électoraux

### Élections législatives de juin 2015
| Partis                   | Partis                                        | Voix | %   | Sièges | +/-           | Élus         |
| ------------------------ | --------------------------------------------- | ---- | --- | ------ | ------------- | ------------ |
|                          | Parti démocratique des peuples (HDP)          |      |     | 1      | Nv.           | Taşkın Aktaş |
|                          | Parti de la justice et du développement (AKP) |      |     | 1      |               | Orhan Atalay |
|                          |                                               |      |     |        |               |              |
| Total                    | Total                                         |      | 100 | 2      | en stagnation | -            |
| Inscrits / participation |                                               |      |     |        |               |              |

### Élections législatives de novembre 2015
| Partis                   | Partis                                        | Voix | %   | Sièges | +/-           | Élus          |
| ------------------------ | --------------------------------------------- | ---- | --- | ------ | ------------- | ------------- |
|                          | Parti de la justice et du développement (AKP) |      |     | 1      | en stagnation | Orhan Atalay  |
|                          | Parti républicain du peuple (CHP)             |      |     | 1      | 1             | Öztürk Yılmaz |
|                          |                                               |      |     |        |               |               |
| Total                    | Total                                         |      | 100 | 2      | en stagnation | -             |
| Inscrits / participation |                                               |      |     |        |               |               |

### Élections législatives de 2018
| Partis                   | Partis                                        | Voix   | %     | Sièges | +/-           | Élus          |
| ------------------------ | --------------------------------------------- | ------ | ----- | ------ | ------------- | ------------- |
|                          | Parti de la justice et du développement (AKP) | 21 704 | 37,15 | 1      | en stagnation | Orhan Atalay  |
|                          | Parti républicain du peuple (CHP)             | 15 115 | 25,87 | 1      | en stagnation | Öztürk Yılmaz |
|                          | Parti démocratique des peuples (HDP)          | 13 662 | 23,38 | 0      | en stagnation |               |
|                          | Parti d'action nationaliste (MHP)             | 3 957  | 6,77  | 0      | en stagnation |               |
|                          | Le Bon Parti (İYİ)                            | 2 994  | 5,12  | 0      | Nv.           |               |
|                          | Parti de la félicité (SP)                     | 585    | 1,00  | 0      | en stagnation |               |
|                          | Parti patriote (VATAN)                        | 207    | 0,35  | 0      | en stagnation |               |
|                          | Parti de la cause libre (HÜDA PAR)            | 205    | 0,35  | 0      | en stagnation |               |
|                          |                                               |        |       |        |               |               |
| Total                    | Total                                         | 58 429 | 100   | 2      | en stagnation | -             |
| Inscrits / participation | Inscrits / participation                      | 69 575 | 84,60 |        |               |               |

### Élections législatives de 2023
| Partis                   | Partis                                        | Voix   | %     | Sièges | +/-           | Élus               |
| ------------------------ | --------------------------------------------- | ------ | ----- | ------ | ------------- | ------------------ |
|                          | Parti de la justice et du développement (AKP) | 19 489 | 34,95 | 1      | en stagnation | Kaan Koç           |
|                          | Parti républicain du peuple (CHP)             | 16 573 | 29,72 | 1      | en stagnation | Özgür Erdem İncesu |
|                          | Parti de la gauche verte (YSP)                | 11 931 | 21,40 | 0      | en stagnation |                    |
|                          | Le Bon Parti (İYİ)                            | 2 716  | 4,87  | 0      | en stagnation |                    |
|                          | Parti d'action nationaliste (MHP)             | 1 812  | 3,25  | 0      | en stagnation |                    |
|                          | Parti de la victoire (ZP)                     | 593    | 1,06  | 0      | Nv.           |                    |
|                          | Nouveau parti de la prospérité (YRP)          | 558    | 1,00  | 0      | Nv.           |                    |
|                          | Parti de gauche (SOL)                         | 387    | 0,69  | 0      | en stagnation |                    |
|                          | Parti de la patrie (M)                        | 258    | 0,46  | 0      | Nv.           |                    |
|                          | Parti de la justice (AP)                      | 197    | 0,35  | 0      | Nv.           |                    |
|                          | Parti de la grande unité (BBP)                | 196    | 0,35  | 0      | en stagnation |                    |
|                          | Parti de la mère patrie (ANAP)                | 187    | 0,34  | 0      | en stagnation |                    |
|                          | Parti de la justice et de l'unité (AB)        | 134    | 0,24  | 0      | Nv.           |                    |
|                          | Parti communiste de Turquie (TKP)             | 96     | 0,17  | 0      | en stagnation |                    |
|                          | Parti de libération du peuple (HKP)           | 95     | 0,17  | 0      | en stagnation |                    |
|                          | Parti de l'union du pouvoir (GBP)             | 84     | 0,15  | 0      | Nv.           |                    |
|                          | Parti des droits et libertés (HAK)            | 79     | 0,14  | 0      | en stagnation |                    |
|                          | Mouvement communiste (TKH)                    | 59     | 0,11  | 0      | Nv.           |                    |
|                          | Parti patriote (VATAN)                        | 56     | 0,10  | 0      | en stagnation |                    |
|                          | Parti des travailleurs de Turquie (TIP)       | 54     | 0,10  | 0      | en stagnation |                    |
|                          | Parti jeune (GP)                              | 51     | 0,09  | 0      | en stagnation |                    |
|                          | Parti de la nation (MP)                       | 47     | 0,08  | 0      | en stagnation |                    |
|                          | Parti de l'innovation (YP)                    | 45     | 0,08  | 0      | Nv.           |                    |
|                          | Parti de la route nationale (MYP)             | 35     | 0,06  | 0      | Nv.           |                    |
|                          | Indépendants (Ind.)                           | 25     | 0,04  | 0      | en stagnation |                    |
|                          |                                               |        |       |        |               |                    |
| Total                    | Total                                         | 55 757 | 100   | 2      | en stagnation | -                  |
| Inscrits / participation | Inscrits / participation                      | 68 134 | 82,74 |        |               |                    |